# 野分 (初代神風型駆逐艦)
|          |                                                                       |
| 艦歴     |                                                                       |
| 計画     | 明治37年度臨時軍事費                                                  |
| 起工     | 1905年8月1日                                                          |
| 進水     | 1906年7月25日                                                         |
| 就役     | 1906年11月1日                                                         |
| その後   | 1912年8月28日三等駆逐艦                                               |
| 除籍     | 1924年4月1日                                                          |
| 性能諸元 |                                                                       |
| 排水量   | 常備：381t 満載：450t                                                 |
| 全長     | 69.2メートル                                                          |
| 全幅     | 6.6メートル                                                           |
| 吃水     | 1.8メートル                                                           |
| 機関     | レシプロエンジン2基2軸、6,000hp                                       |
| 最大速力 | 29ノット                                                              |
| 航続距離 | 11ノット/850カイリ                                                    |
| 乗員     | 70人                                                                  |
| 兵装     | 80mm（40口径）単装砲 2門 80mm（28口径）単装砲 4門 450mm魚雷発射管 2門 |

野分（のわき）は、大日本帝国海軍の駆逐艦で、神風型駆逐艦 (初代)の18番艦である。同名艦に陽炎型駆逐艦の「野分」があるため、こちらは「野分 (初代)」や「野分I」などと表記される。

## 艦歴
1905年（明治38年）2月15日、命名（製造番号第18号）。同年8月1日、佐世保海軍工廠で起工。1906年（明治39年）7月25日、進水。同月27日、駆逐艦に類別。同年11月1日、竣工。
第一次世界大戦では、青島の戦いに参加し、シンガポール方面の警備に従事。シベリア出兵時には沿海州の沿岸警備を行った。
1924年（大正13年）4月1日、除籍。

## 艦長
※『日本海軍史』第9巻・第10巻の「将官履歴」及び『官報』に基づく。
駆逐艦長
- （兼）増田幸一 少佐：1906年10月20日 - 12月20日
- 横尾尚 少佐：1906年12月20日 - 1907年4月5日
- 渡辺玉樹 大尉：1907年4月5日 - 9月28日
- 加賀山幾 大尉：1907年9月28日 - 1908年7月11日
- 中山友次郎 大尉：1908年7月11日 - 1909年2月1日
- （兼）吉田良鋭 大尉：1909年2月1日 - 12月1日
- 中山友次郎 大尉：1909年12月1日 - 1910年5月23日
- 巨勢泰八 大尉：1910年5月23日 - 1912年1月22日
- 高橋正雄 大尉：1912年1月22日 - 12月1日
- 田中千代太郎 大尉：1912年12月1日 - 1913年12月1日
- 初田甚三郎 大尉：1913年12月1日 - 1915年12月13日
- 江口喜八 大尉：1915年12月13日 - 1917年2月7日
- 彭城昌国 大尉：1917年2月7日 - 12月1日[8]
- 白根貞介 大尉：1917年12月1日 - 1918年6月1日
- 染河啓三 大尉：1918年6月1日[9] - 1918年12月1日[10]
- 久我徳一 大尉：1918年12月1日[10] - 1920年6月10日[11]
- 有馬直 大尉：1920年6月10日[11] - 1921年7月26日[12]
- 中込育三 大尉：1921年7月26日[12] - 1922年4月20日[13]
- （兼）佐藤慶蔵 大尉：1922年4月20日[13] - 7月20日[14]
- （兼）山上誠一 大尉：1922年7月20日[14] - 12月1日[15]
- 帖佐敬吉 少佐：1922年12月1日[15] - 1923年12月1日[16]